# Medalha de ouro

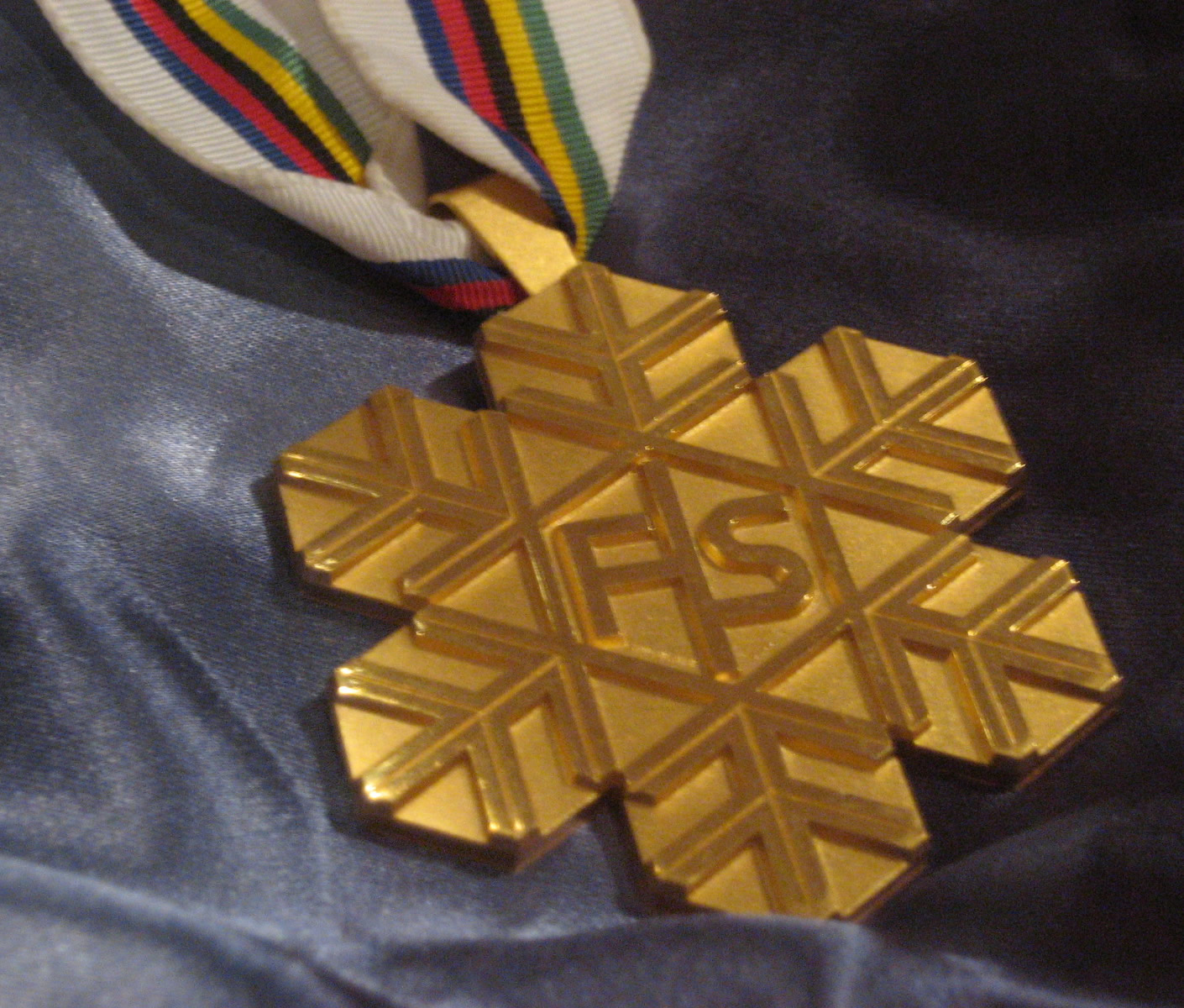
Medalha de ouro para os campeões mundiais de esqui da FIS

Medalha de ouro é uma medalha concedida pelas mais altas conquistas em atividades não militares. Seu nome vem do uso nela de ao menos uma fração de ouro em forma de liga metálica ou chapeamento.
Desde o século XVIII medalhas de ouro têm sido agraciadas nas artes, como, por exemplo, a Real Academia Dinamarquesa de Ciências, que as concedia geralmente como um símbolo de um prêmio para dar a um estudante excepcional alguma liberdade financeira. Outras oferecem apenas o prestígio da própria medalha. Atualmente, diversas organizações importantes concedem medalhas de ouro anualmente ou esporadicamente, incluindo a Organização das Nações Unidas para a Educação, a Ciência e a Cultura e várias sociedades acadêmicas. Enquanto a maioria destas medalhas são de ouro puro, algumas exceções notáveis são banhadas a ouro ou são de prata dourada, como as dadas nos Jogos Olímpicos, a Medalha Lorentz, a Medalha de Ouro do Congresso dos Estados Unidos e a medalha do Prêmio Nobel. As medalhas do Nobel consistem em 18 quilates de ouro verde revestidas com ouro de 24 quilates.

## Origem militar
Antes do estabelecimento do padrão e valor de condecorações militares, era prática comum ter uma medalha criada especialmente para o reconhecimento de uma vitória militar ou naval de grande significado ou de algum outro grande feito. O comandante militar recebia uma medalha de ouro e seus subordinados uma de prata.

## Medalhas de competição
Historicamente, medalhas têm sido dadas como prêmios em atividades competitivas, especialmente as atléticas. Tradicionalmente, elas são feitas dos seguintes metais: ouro, ou outro metal amarelo, como latão; prata ou outro material cinza, como aço e bronze. Estes metais designam as três primeiras fases do homem na mitologia grega: a Idade de Ouro, quando o Homem vivia em meio aos Deuses; a Idade de Prata, quando a juventude durava uma centena de anos, e a Idade de Bronze, a Era dos heróis.
O costume de dar medalhas de ouro, prata e bronze para as três maiores realizações vem do século XIX, com a National Association of Amateur Athletes (Associação Nacional de Atletas Amadores) dos Estados Unidos concedendo-as desde 1884. Este padrão foi adotado nos Jogos Olímpicos desde St. Louis 1904. Nos primeiros jogos, Atenas 1896, os vencedores recebiam uma medalha de prata enquanto os demais recebiam uma de bronze. Em Paris 1900, medalhas não foram dadas, substituídas por outros prêmios, como pequenas placas.

## Jogos Olímpicos

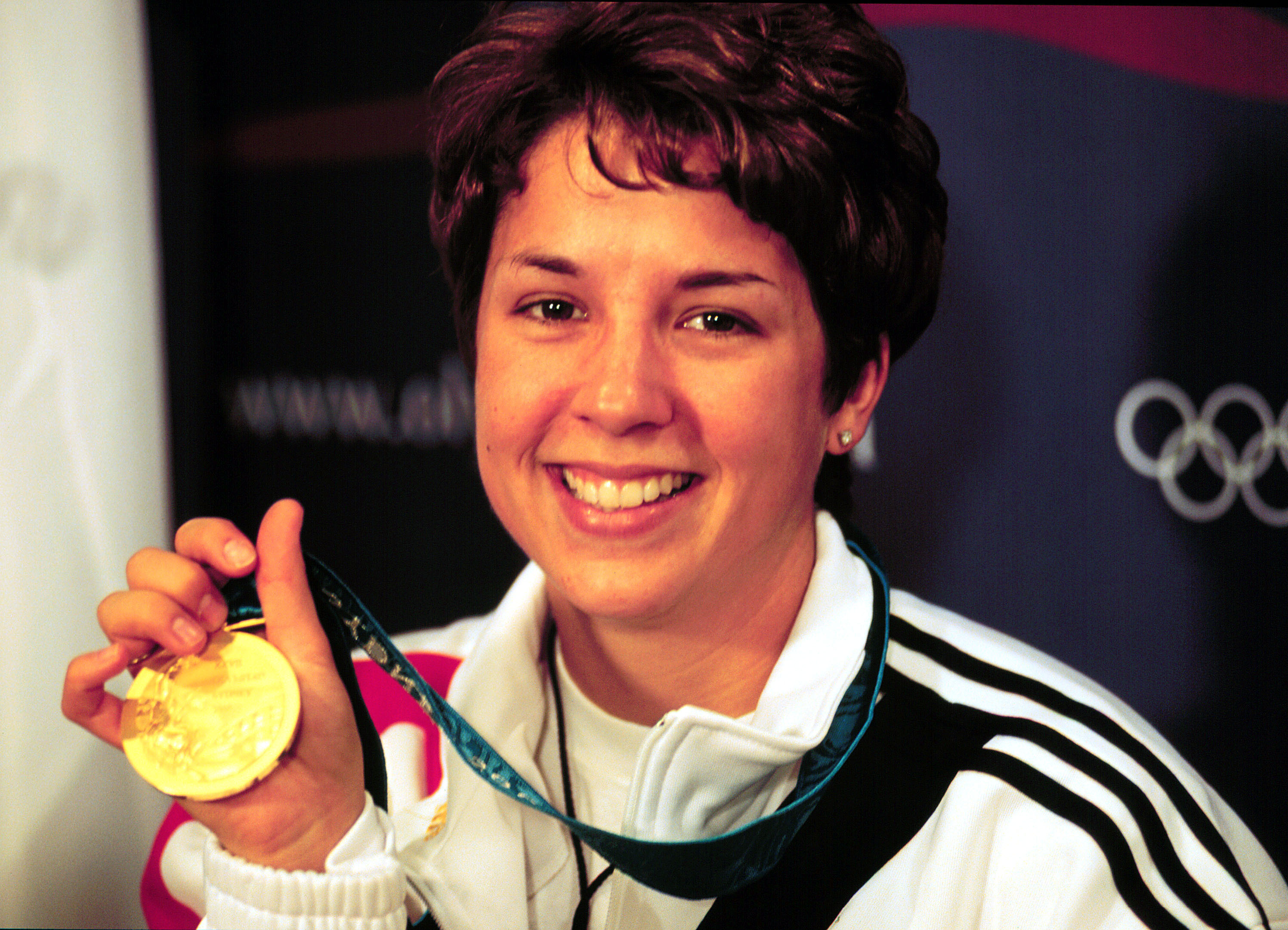
Medalha de ouro

Nos Jogos Olímpicos da Era Moderna, de Verão ou de Inverno, os vencedores de uma modalidade esportiva recebem uma medalha de ouro em reconhecimento ao seu feito. Nos Jogos Olímpicos da Antiguidade, apenas um vencedor por evento era coroado com a coroa de folhas de oliva, retiradas de uma árvore sagrada numa oliveira próxima ao templo de Zeus em Olímpia.
O dramaturgo grego da Antiguidade Aristófanes, em sua obra Plutus, faz uma observação sensata do porquê os atletas vitoriosos eram coroados com a coroa feita de oliveira selvagem, em vez de ouro.
Heródoto conta uma história em que explica porque havia tão poucos gregos na Batalha das Termópilas, já que os outros gregos estavam participando dos Jogos Olímpicos e que o prêmio aos vencedores era uma coroa de oliveira. Quando o general armênio Tigranes soube disso, ele disse a seu líder: "Pelos céus, que tipo de homens são esses contra os quais você nos trouxe para lutar? Homens que não competem por prêmios, mas pela honra!".
Nos I Jogos da Era Moderna, em Atenas 1896, entretanto, ao invés de coroas, o vencedor recebeu uma medalha de prata e o segundo colocado uma medalha de bronze. Nos jogos seguintes, Paris 1900, os vencedores recebiam troféus, copas ou plaqueta ao invés de medalhas. Foi a partir de St. Louis 1904 e nos dois jogos seguintes que medalhas de ouro sólido começaram a ser dadas, mas elas eram pequenas. Anos mais tarde, o Comitê Olímpico Internacional atribuiu retroativamente medalhas de ouro, prata e bronze aos três primeiros colocados dos eventos de Atenas 1896 e Paris 1900. A partir da I Guerra Mundial, o uso do ouro entrou um declínio, assim como no advento da II Guerra Mundial. Os últimos jogos onde medalhas de ouro sólido foram concedidas foram os de Estocolmo 1912.
As atuais medalhas de ouro dos jogos precisam ser feitas ao menos de 92,5 por cento de prata e conter um mínimo de 6 gramas de ouro. Todas as medalhas olímpicas precisam ter um diâmetro mínimo de 6 centímetros e 3 milímetros de espessura. A cunhagem das medalhas é de responsabilidade do país anfitrião. Entre 1928 e 1968, o desenho delas era sempre o mesmo: a frente mostrava um desenho genérico feito pela artista florentino Giuseppe Cassioli com o nome da cidade-anfitriã nele. O reverso trazia outro desenho genérico de um campeão olímpico.
A partir de Munique 1972, o desenho de Cassioli continuou no verso das medalhas, com ligeiras modificações, e um desenho personalizado da cidade-anfitriã passou a estampar o reverso. Durante os Jogos de Sydney 2000, críticos gregos notaram que o desenho de Cassioli mostrava na verdade um anfiteatro romano para o que originalmente deveriam ser Jogos gregos e um novo desenho foi encomendado para Atenas 2004. Em Pequim 2008, as medalhas, criadas pelo artista local Xiao Yong, tiveram um diâmetro de 7 centímetros e a espessura de 6 milímetros, as maiores e mais grossas até então, com a frente mostrando uma figura alada da vitória e o reverso mostrando o símbolo olímpico daqueles jogos circundado por um círculo de jade embutido.
As medalhas de ouro dos Jogos Olímpicos de Inverno costumam ter um desenho mais variado. As medalhas de prata e bronze, apesar de cunhadas em metal diferente, seguem sempre o mesmo desenho.